# Neurogenia cubitalis
Neurogenia cubitalis är en stekelart som först beskrevs av Tohru Uchida 1932.  Neurogenia cubitalis ingår i släktet Neurogenia och familjen brokparasitsteklar. Inga underarter finns listade i Catalogue of Life.